# Francisco Bautista Pereira de Lugo
Francisco Bautista Pereira de Lugo y Castillo (La Orotava, Tenerife, 28 de agosto de 1633-Garachico, Tenerife, 7 de diciembre de 1680) fue un noble español. 
Ostentó los títulos de Señor de las islas de La Gomera y El Hierro. Además fue Regidor perpetuo de la isla de Tenerife por Real Título de 16 de abril de 1651, capitán de infantería española en 23 de febrero de 1652 y de caballos corazas en 26 de mayo de 1656, alcalde y castellano del Puerto de la Cruz, elegido por la Junta de la Nobleza en 6 de enero de 1673.
Bautizado en la Parroquia de Nuestra Señora de la Concepción en La Orotava, sería también homenajeado posteriormente por ser caballero hijodalgo ante el Capitán General de las Islas Canarias.
Francisco Bautista donó en 1630 a la imagen del Cristo de La Laguna la cruz de plata toscamente labrada y los clavos, también de plata que luce dicha imagen de diario en el altar mayor de su Real Santuario en la ciudad de San Cristóbal de La Laguna. A pesar de su sencillez ornamental, dicha cruz influiría notablemente en la orfebrería canaria.